# Francesco Eschinardi

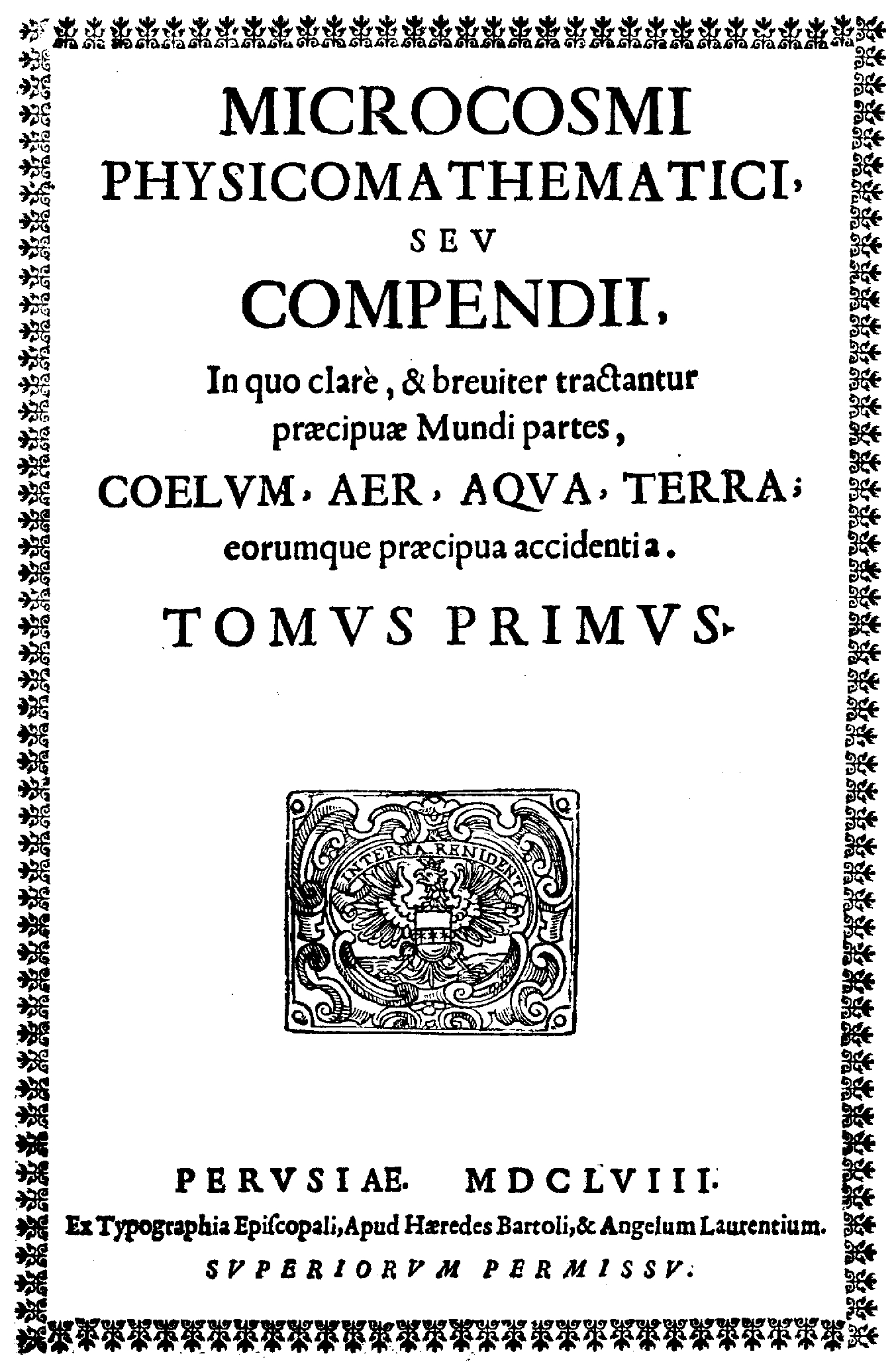
Microcosmi physicomathematici, 1658

Francesco Eschinardi (1623 - 1700) a fost un matematician italian.
A studiat matematica, filozofia și retorica la Florența, Perugia și a fost profesor de matematică și filozofie.
În 1679 devine membru al Academiei de Științe din Roma, calitate în care a ținut mai multe disertații și a întocmit mai multe memorii.

## Scrieri
- 1648:  Appendix ad Enodium de tympano, tratat despre un orologiu hidraulic pe care l-a conceput;
- 1658: Microcosmos physico-mathematicus (Perugia);
- 1681: Cursus Physico-Mathematicus (Roma).